# Giovanni Piccoli
Giovanni Piccoli (Belluno, 5 agosto 1958) è un politico italiano.

## Biografia
Politico e ingegnere italiano, sindaco di Sedico dal 2004 al 2013. Nel 2013 viene eletto senatore della XVII legislatura della Repubblica Italiana nella circoscrizione Veneto 1 per il Popolo della Libertà.
Il 16 novembre 2013, con la sospensione delle attività del Popolo della Libertà, aderisce a Forza Italia.